# تلفزيون الكويت 2
قناة تلفزيون الكويت 2 (بالإنجليزية: Kuwait TV Channel 2، أو اختصارًا KTV2)‏ هي قناة تلفزيونية حكومية كويتية مخصصة للجمهور الناطق باللغة الإنجليزية. تبث القناة برامج باللغة الإنجليزية، وبرامج محلية، وأخبار، ومسلسلات محلية مترجمة باللغة الإنجليزية، ومسلسلات دولية باللغة الإنجليزية، وأفلامًا مترجمة باللغة الإنجليزية أو مترجمة إلى الإنجليزية. بدأ تلفزيون الكويت بثه في 15 نوفمبر 1961. كقناة رسمية لوزارة الإعلام بدولة الكويت. هناك حتى الآن خمس قنوات: القناة الأولى (KTV1)، وهي للجماهير العرب. القناة 2 (KTV2)، القناة 3 (KTV3)، للبرامج الرياضية، القناة 4 (KTV4)، لإعادة تشغيل الأفلام والمسلسلات من القنوات الأخرى، وقناة 5 (KTV زائد)، القناة الحكومية الرسمية، اندمجت حاليا مع KTV1. وزارة الإعلام الكويتية لديها بث مباشر عبر الإنترنت لثلاث من قنواتها.